# Lacanas da Bulgária
Lacanas (em grego: Λαχανᾶς; romaniz.: Lachanas; em búlgaro: Ивайло; romaniz.: Ivaylo), apelidado Bordócubas (em grego: Bορδόκουβα; romaniz.: Bordókoubas; em búlgaro: Бърдоква; romaniz.: Bardokva) ou Cordócubas (em grego: Kορδόκουβας; romaniz.: Kordókoubas; lit. "rabanete" ou "alface"), foi um líder rebelde e imperador da Bulgária entre 1277 e 1280. Em 1277, ele liderou uma revolta camponesa e forçou os nobres a aceitá-lo como imperador, reinando entre 1278 e 1279. Durante seu reinado, Lacanas conseguiu repelir as forças dos Império Bizantino e os mongóis da Horda de Ouro, mas, perseguido por seus inimigos e enfrentando cada vez mais hostilidade por parte dos nobres, ele foi forçado a se exilar entre os mongóis, que o assassinaram logo em seguida.

## Reinado

Segundo Império Búlgaro na época da Revolta de Lacanas. No mapa, em laranja hachurado

Lacanas era um plebeu de origem humilde que cuidava de porcos para viver. Ele se imaginava capaz de realizar grandes feitos e de tirar a Bulgária da terrível situação em que se encontrava, inclusive repelindo as frequentes invasões dos mongóis da Horda de Ouro de Nogai Cã. Em 1277, Lacanas colocou seu plano em ação e conseguiu atrair um séquito de seguidores descontentes com o governo búlgaro. Entre seus aliados e líderes militares mais próximos estava Hranislav, que, depois de capturado, serviria aos bizantinos. A tentativa de subjugar Lacanas, o monarca búlgaro Constantino Tico terminou num retumbante fracasso e atribui-se a Lacanas o feito de ter matado o imperador em sua biga pessoalmente. Embora Lacanas tenha conseguido estender sua autoridade por quase todo o país, ele também teve que enfrentar resistência: a capital, Tarnovo, permaneceu leal ao imperador legítimo Miguel Asen II, o filho de Constantino, e sua mãe Maria Cantacuzena.
Os sucessos de Lacanas irritaram o imperador bizantino Miguel VIII Paleólogo, que decidiu neutralizar o risco potencial primeiro através de uma aliança com Lacanas dando-lhe a mão de uma de suas filhas em casamento. Posteriormente, Miguel mudou de ideia e casou sua filha mais velha, Irene, com João Asen III, um descendente da família real búlgara que já vivia na corte bizantina, e despachou-o à frente de um exército para tomar o trono.
A invasão forçou uma aliança entre Lacanas e Maria Cantacuzena. A imperatriz se casou com o assassino de seu ex-marido e Lacanas foi reconhecido como imperador em 1278 sem depor ou deserdar o jovem Miguel Asen II. Embora Lacanas tenha se mostrado um marido abusivo, ele liderou com sucesso a defesa dos passos do Bálcãs contra as campanhas bizantinas. Ele também venceu alguns combates contra os raides mongóis, mas um grande exército da Horda de Ouro cercou-o na fortaleza de Drastar no Danúbio por três meses em 1279. Um rumor de que ele teria sido morto provocou pânico em Tarnovo e os nobres da capital acabaram se rendendo ao exército bizantino e aceitando João Asen III como imperador. Maria Cantacuzena e Miguel Asen II foram presos e levados para Constantinopla.
Logo depois, ainda em 1279, Lacanas repentinamente apareceu em Tarnovo à frente de um exército, mas não conseguiu tomar a cidade. Ele conseguiu, porém, derrotar um grande exército bizantino que vinha auxiliar os búlgaros na Batalha de Devina e mais um outro, de 5 000 soldados, nos passos dos Bálcãs. Desesperado, João Asen III fugiu de Tarnovo em 1280 e seu cunhado, Jorge Terter I tomou o trono. O novo monarca conseguiu unir temporariamente a dividida nobreza búlgara e Lacanas gradualmente foi perdendo seu apoio. Em 1280 ou 1281, ele foi até Nogai Cã, o comandante mongol, aceitou sua suserania e pediu-lhe ajuda para recuperar o trono. Nogai também foi procurado pelo rival de Lacanas, João Asen III, que buscava exatamente o mesmo. No final, Nogai mandou matar Lacanas e se aliou a João Asen III, que era seu concunhado (ambos eram casados com filhas de Miguel VIII do Império Bizantino).
A revolta de Lacanas é considerada a primeira grande revolta camponesa na história da Europa por historiadores marxistas. Apesar de as duras condições sociais na década de 1270 tenham certamente contribuído para a revolta, a ascensão de Lacanas é mais comparável com a reação nacionalista liderada por Joana d'Arc (que teve um viés religioso bem diferente)[carece de fontes?]. Assim como outros líderes carismáticos, Lacanas continuou vivo na imaginação popular e diversos "Pseudo-Lacanas" apareceram (majoritariamente em território bizantino) no final do século XIII e início do século XIV[carece de fontes?].

## Família
De seu casamento com Maria Paleóloga Cantacuzena, Lacanas teve uma filha de nome desconhecido. Ela nasceu já no exílio, pois Maria estava grávida dela quando foi presa em 1279.